# رولاند شرودر
رولاند شرودر (انگلیسی: Roland Schröder؛ زادهٔ ۱۷ اوت ۱۹۶۲) قایقران روئینگ اهل آلمان شرقی بود.
وی در مسابقات کشوری و بین‌المللی در مجموع برندهٔ ۱ مدال طلا، ۱ مدال نقره، ۱ مدال برنز شده‌است.